# Schnapps

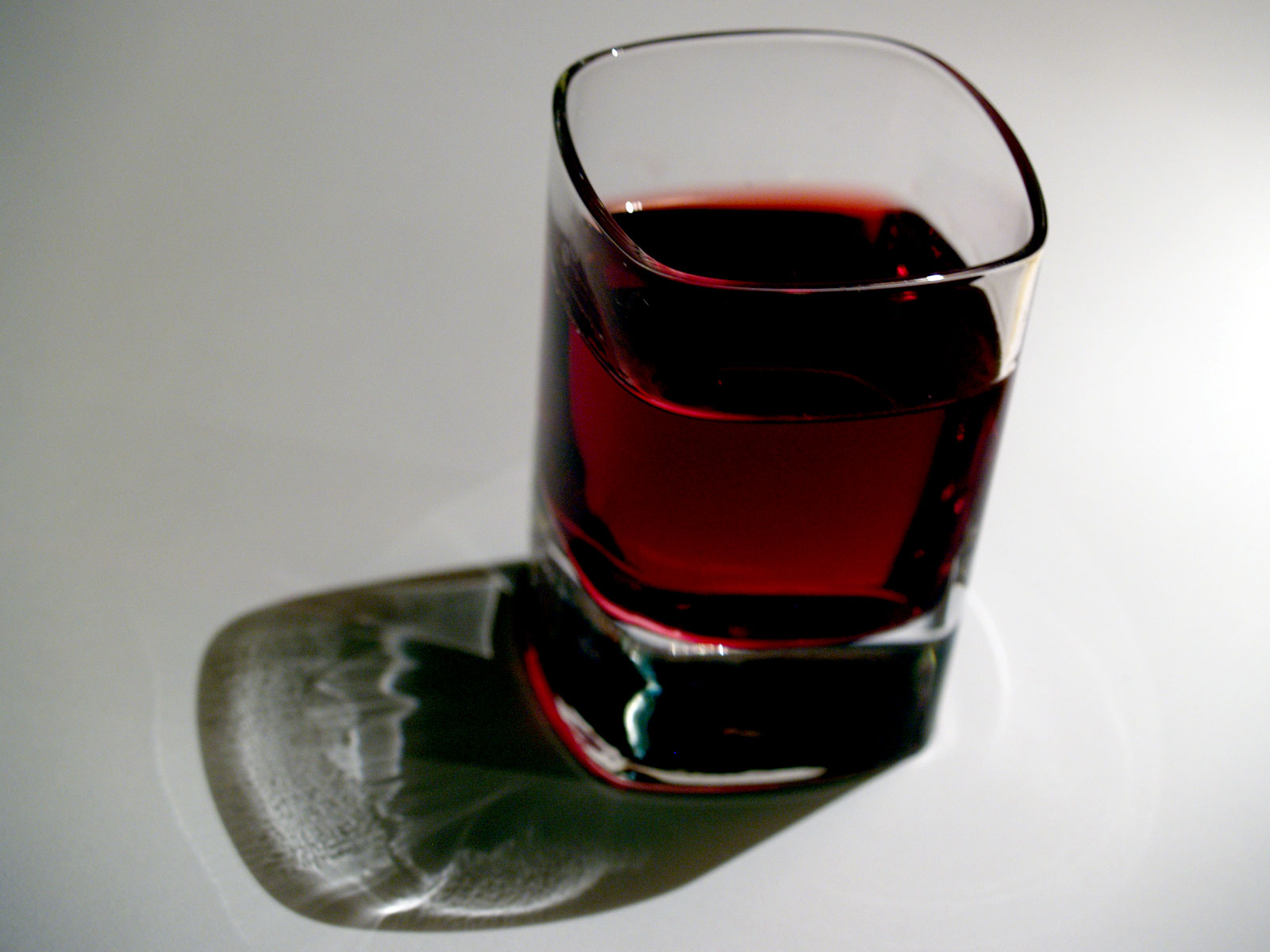
Malinowy „Himbeergeist”

Schnapps (spolszczone sznaps, niem. Schnaps) – wysokoprocentowy napój alkoholowy, produkowany z destylatów fermentowanych ziemniaków, zbóż, korzeni lub owoców. Dużą popularnością cieszy się w Europie Północnej, krajach niemieckich i USA. Zawartość alkoholu wynosi zwykle ok. 40%. Niemiecki Schnapps jest zwykle przezroczysty, bezbarwny i ma lekko owocowy smak.
Z kilograma owoców powstaje zaledwie kilka gramów schnappsa.
Schnapps jest często kojarzony z czystą mocną wódką, szczególnie w Holandii lub Niemczech. W USA to półsłodka wódka owocowa lub ziołowo-korzenna. Zawartość alkoholu w amerykańskich wódkach waha się zwykle od 20% do 30% obj. W Ameryce popularne są: Old Style Root Beer Schnapps (korzenny), Hazelnut Schnapps (orzechowy) lub Cider Mail (jabłkowy), w Niemczech malinowy Himbeergeist, natomiast w Austrii morelowy Marillenschnaps.